# TT72
TT72 (Theban Tomb 72) è la sigla che identifica una delle Tombe dei Nobili ubicate nell’area della cosiddetta Necropoli Tebana, sulla sponda occidentale del Nilo dinanzi alla città di Luxor, in Egitto. Destinata a sepolture di nobili e funzionari connessi alle case regnanti, specie del Nuovo Regno, l'area venne sfruttata, come necropoli, fin dall'Antico Regno e, successivamente, sino al periodo Saitico (con la XXVI dinastia) e Tolemaico.

## Titolare
TT72 era la tomba di:
| Titolare | Titolo                                                                                      | Necropoli           | Dinastia/Periodo                           | Note                                                           |
| -------- | ------------------------------------------------------------------------------------------- | ------------------- | ------------------------------------------ | -------------------------------------------------------------- |
| Ra       | Primo Profeta di Amon nel tempio per il culto di Thutmosi III chiamato "Regalato alla vita" | Sheikh Abd el-Qurna | XVIII dinastia (Thutmosi III-Amenhotep II) | in alto, sul versante nord-est della collina, a sud della TT71 |

## Biografia
Ahmosi era il padre di Ra, che ricopriva il medesimo ruolo di Primo Profeta di Amon, mentre Ray, Concubina reale, era la madre..

## La tomba
Una scala adduce a una corte da cui un'altra scala, più breve della precedente, dà accesso alla tomba, a "T" rovesciata, che rispetta il disegno planimetrico tipico del periodo. Una camera trasversale presenta dipinti parietali, danneggiati, tra cui (1 in planimetria) il defunto (?) che offre libagioni per conto del faraone Thutmosi III; in altra scena (2), ugualmente danneggiata, un banchetto allietato da un concerto di arpisti. Poco discosto (3), su due registri sovrapposti, il defunto seduto e (4) su tre registri, il re Amenhotep II (?) a caccia di stambecchi e struzzi nel deserto, a bordo di un carro, accompagnato da una scorta militare. Il defunto (5) seguito da tre fratelli (nomi non specificati) e da portatori di offerte, offre fiori ad Amenhotep II e alla regina madre Meritra; in altra scena (6-7), il defunto seduto e in offertorio a Osiride.
Dal centro della camera trasversale si diparte una camera perpendicolare alla prima il cui unico dipinto ancora leggibile (8) rappresenta la processione funebre e i riti sulla mummia tra cui la cerimonia di apertura della bocca.
Nel 1898 Victor Loret scoprì la tomba KV35, di Amenhotep II, nella Valle dei Re; al suo interno vennero rinvenute nove mummie reali ed almeno altri sei o sette altri corpi. La mummia del faraone Ramses VI era contenuta nel sarcofago originariamente predisposto per Ra e la TT72

### Annotazioni
1. ↑  La numerazione dei locali e delle pareti segue quella di Porter e Moss 1927, pp. 142-143.
2. ↑  La prima numerazione delle tombe, dalla numero 1 alla 253, risale al 1913 con l’edizione del "Topographical Catalogue of the Private Tombs of Thebes" di Alan Gardiner e Arthur Weigall. Le tombe erano numerate in ordine di scoperta e non geografico; ugualmente in ordine cronologico di scoperta sono le tombe dalla 253 in poi.
3. ↑  I campi della Duat, ovvero l'aldilà egizio, si trovavano, secondo le credenze, proprio sulla riva occidentale del grande fiume.
4. ↑  Nella sua epoca di utilizzo, l'area era nota come "Quella di fronte al suo Signore" (con riferimento alla riva orientale, dove si trovavano le strutture dei Palazzi di residenza dei re e i templi dei principali dei) o, più semplicemente, "Occidente di Tebe".
5. ↑  le Tombe dei Nobili, benché raggruppate in un'unica area, sono di fatto distribuite su più necropoli distinte.
6. ↑  Le note, sovente di inquadramento topografico della tomba, sono tratte dal "Topographical Catalogue" di Gardiner e Weigall, ed. 1913 e fanno perciò riferimento alla situazione dell'epoca.
7. ↑  Thutmosi IV, Amenhotep III, Sethy II, Merenptah, Siptah, Ramses V, Tausert (?), Ramses IV e Ramses VI.
8. ↑  Oggi al Museo Egizio del Cairo (cat. 61043).

### Fonti
1. ↑  Gardiner e Weigall 1913.
2. ↑  Donadoni 1999,  p. 115.
3. ↑  Gardiner e Weigall 1913, pp. 22-23.
4. ↑  Porter e Moss 1927,  p. 142.
5. ↑  Porter e Moss 1927,  planimetria p. 136.
6. ↑  Porter e Moss 1927,  pp. 142-143.